# Совєтськ (Кіровська область)
Совєтськ (назва до 1918 —  'Кукарка' , лукомар. Кукарка) — місто в Кіровській області Російської Федерації, адміністративний центр Совєтського району, утворює Совєтське міське поселення .
Місто розташоване за 137 км на південь від Кірова, по берегах річок в районі вузького перешийка, який розділяє річки Пижму і Вятку, в гирлі річки Кукарка. До меж міста також примикають річки Немда і Чорнушка.
Місце компактного проживання марійців.

## Персоналії
- Молотов В'ячеслав Михайлович (1890—1986) — радянський партійний та державний діяч.